# Drosophila luisserrai
Drosophila luisserrai este o specie de muște din genul Drosophila, familia Drosophilidae, descrisă de Vilela și Bachli în anul 2002.
Este endemică în Washington. Conform Catalogue of Life specia Drosophila luisserrai nu are subspecii cunoscute.